# سسنا سایتیشن ۵
سسنا سایتیشن ۵ (به انگلیسی: Cessna Citation V) یک هواگرد ساختِ کارخانهٔ سسنا در کشور ایالات متحده آمریکا است . نخستین استفاده‌کنندهٔ این هواپیما نیروی زمینی ایالات متحده آمریکا بوده‌است. این هواگرد برای نخستین بار در ۱ اوت ۱۹۸۷ میلادی مورد استفاده قرار گرفت.